# Glareola nuchalis
La canastera sombría (Glareola nuchalis) es una especie de ave charadriforme de la familia de los Glareolidae.

## Distribución
Se encuentra en las regiones húmedas del África subsahariana.

## Taxonomía
Se reconocen tres subespecies:
- Glareola nuchalis liberiae Schlegel 1881;
- Glareola nuchalis nuchalis G.R. Gray 1849;
- Glareola nuchalis torrens Clancey 1981.